# جیوردانو ۵۱۴۸
سیارک ۵۱۴۸ (به انگلیسی: 5148 Giordano، نامگذاری:5557P-L) پنج هزار و صد و چهل و هشتمین سیارک کشف شده‌است که در ۱۷ اکتبر ۱۹۶۰ کشف شد.
قدر مطلق سیارک برابر ۱۳٫۵۰ است.